# Hermannia exobothridialis
Hermannia exobothridialis är en kvalsterart som beskrevs av Wet 1993. Hermannia exobothridialis ingår i släktet Hermannia och familjen Hermanniidae. Inga underarter finns listade i Catalogue of Life.